# Rethberg (Schweriner See)
Rethberg ist eine kleine Insel im Schweriner Außensee in Mecklenburg-Vorpommern. Sie liegt rund 600 Meter vom Westufer des Sees entfernt, gehört zum Gebiet der Gemeinde Lübstorf im Landkreis Nordwestmecklenburg und trägt den Beinamen Liebesinsel. Die längliche, sich nur knapp über dem Wasserspiegel erhebende Insel hat eine Fläche von gut 20 Ar. Auf ihr wachsen einige Büsche und Bäume, ihren Schilfgürtel, der sie früher umgeben hat, hat die Insel weitgehend verloren.